# Willem Van Der Goes
Willem Van Der Goes, dit Goesius en latin, seigneur de Bouckhorst, né à Leyde en 1611 et mort à La Haye le 15 octobre 1686, est un jurisconsulte et philologue hollandais.

## Biographie
Employé d’abord à des fonctions de magistrature dans sa ville natale, Goesius fut ensuite conseiller de la haute cour de justice à la Haye. Marié à une fille de Daniel Heinsius, il la perdit en 1662. Son beau-frère Nicolas Heinsius mourut chez lui en 1681. Ses loisirs ont été tous consacrés à la culture des lettres. Il a écrit sous le nom de Lucius Verus. Son fils ainé, Jan van der Goes d’Absmade, cultivait aussi avec distinction la littérature ancienne. Theodorus Rijcke (de) lui a dédié sa savante dissertation De primis Italiœ colonis et Æneæ adventu, qui se trouve à la suite des Nota et castigationes in Stephanum Byzantium de urbibus de Lukas Holste, Leyde, 1684, in-f°.

## Publications
- Specimen controversiæ quæ est de mutui alienatione inter jurisconsultos et quosdam grammatico-sophistas, avec des Vindiciæ à la suite, Leyde, 1646, in-8°.
- Animadversiones in quaedam loca capitis I et II Speciminis Salmasiani, quibus varii viri docti ab ejus calumniis vindicantur, la Haye, 1657, in-8°.Ces deux ouvrages montrent que Goesius avait hérité de l’inimitié de Daniel et de Nicolas Heinsius pour leur savant antagoniste Claude Saumaise.
- Pilatus judex, Leyde, 1681, in-4°.Goesius utilise ses connaissances en matière de jurisprudence et d’antiquités romaines pour répandre un nouveau jour sur l’histoire de la passion de Jésus. Ce traité adressé au poète Constantin Huygens est suivi d’une espèce d’apologie qui montre que Goesius supportait mal la contradiction.
- Scriptores rei agrariœ, cum antiquitatibus et legibus agrariis, Amsterdam, 1674, in-4°.
- Des notes sur Pétrone, dans l’édition de Burmann, Utrecht, 1709 ; Amsterdam, 1745, in-4°
- Des notes sur Suétone, 1578 (1678), in-4° ; et dans l’édition de Graevius, 1691 et 1705, in-4°.

## Sources
- « Willem Van Der Goes », dans Louis-Gabriel Michaud, Biographie universelle ancienne et moderne : histoire par ordre alphabétique de la vie publique et privée de tous les hommes avec la collaboration de plus de 300 savants et littérateurs français ou étrangers, 2e édition, 1843-1865 [détail de l’édition]